# Théâtre Afonso Henriques
Le Théâtre Afonso Henriques constitue le principal lieu de divertissement de Guimarães de 1853 jusqu'à son remplacement par le Théâtre Jordão à la fin des années 1930. Pendant plus de 90 ans, le théâtre accueille une grande variété de spectacles qui répondent aux besoins culturels de la ville.